# King's Bounty: Armored Princess
King's Bounty: Armored Princess es un videojuego de rol táctico lanzado en 2009 por la distribuidora rusa 1C Company y producido por el estudio independiente Katauri Interactive. Es la secuela directa de King's Bounty: The Legend, el cual fue lanzado en 2008. Aunque el juego utiliza básicamente los mismos gráficos e interfaz, introduce una nueva campaña, una nueva heroína y varias nuevas criaturas y artículos.
Una expansión para el juego fue lanzada el 17 de septiembre de 2010 en Norteamérica titulada King's Bounty: Crossworlds.

## Juego
La historia de King's Bounty: Armored Princess tiene lugar diez años después de los eventos de King's Bounty: The Legend, luego de que gran parte del continente de Darion haya sido invadido por demonios. En un desesperado intento por obtener ayuda para salvarse, uno de los reinos abre un portal a otro mundo y envía a su princesa, Amelie. Así es como la princesa termina yendo al mundo de Teana, y se embarca en una épica búsqueda por el legendario caballero Sir Bill Gilbert. Al llegar al nuevo mundo, Amelie no puede encontrar al caballero Gilbert en ningún lugar, pero los habitantes del continente le dan una serie de misiones, entre ellas la de encontrar siete piedras que contienen los poderes de los dioses.
El juego en sí utiliza exactamente las mismas convenciones que King's Bounty: The Legend. Si bien el jugador controla a la princesa Amelie, al igual que en el primer juego puede elegir entre tres clases distintas (paladín, mago o guerrero) y puede reclutar hasta cinco diferentes tipos de tropas para su ejército. Las tropas pueden ser reclutadas en diferentes áreas del juego y su tamaño depende del nivel de liderazgo de la heroína. De igual manera, el combate está determinado por los atributos y habilidades mágicas de héroe, en este caso, la princesa Amelie, además de un elemento nuevo, el bebé dragón mascota de la princesa, el cual funciona de igual manera que los espíritus de furia en The Legend.

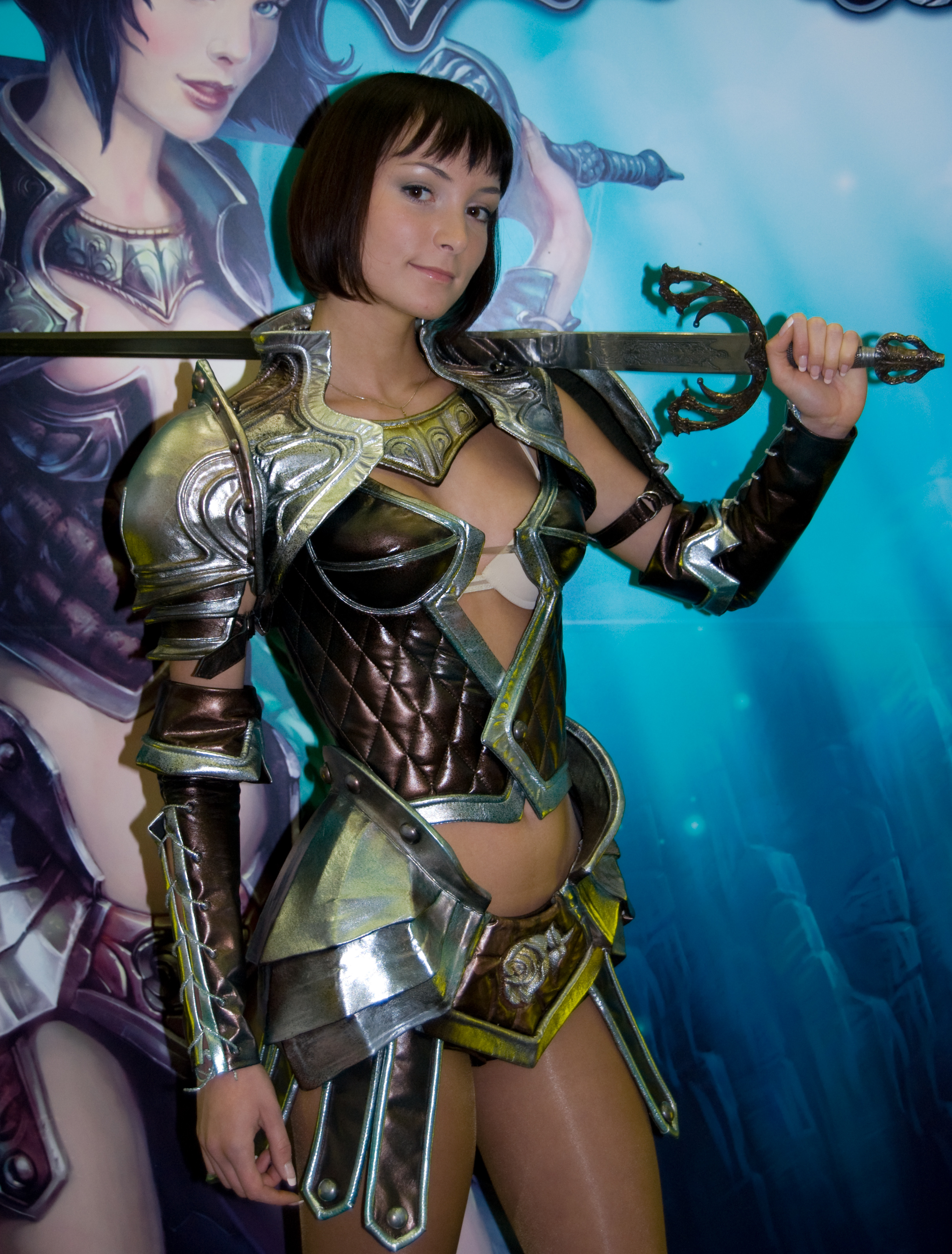
Promoción de King's Bounty: Armored Princess en IgroMir 2008.

Teana difiere de Darion en que es un gran archipiélago y todas las islas están ocultas para el jugador hasta que éste encuentre las cartas de navegación de cada zona. Además, en un punto del juego, el caballo de Amelie recibe un par de alas que le permiten a la heroína volar y alcanzar ciertos lugares anteriormente inaccesibles.
También es posible para el jugador el reclutar un compañero, el cual funciona exactamente de la misma manera que las esposas en King's Bounty: The Legend.